# Magyar cserkészet

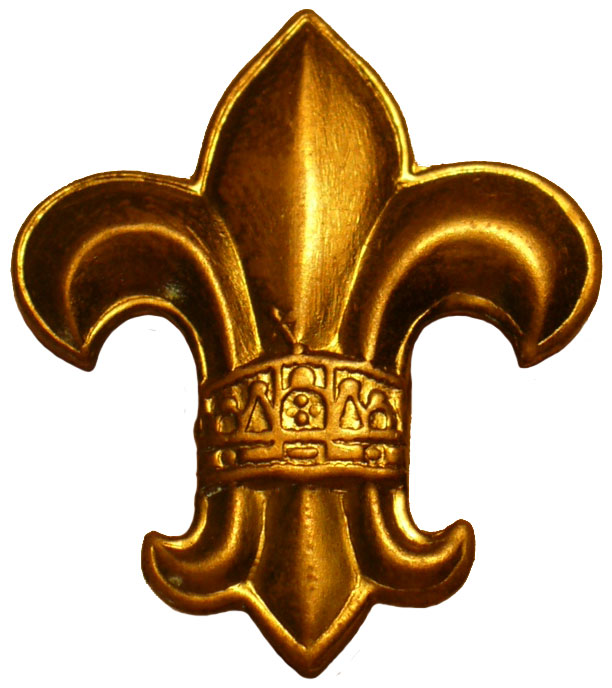
Cserkészliliom

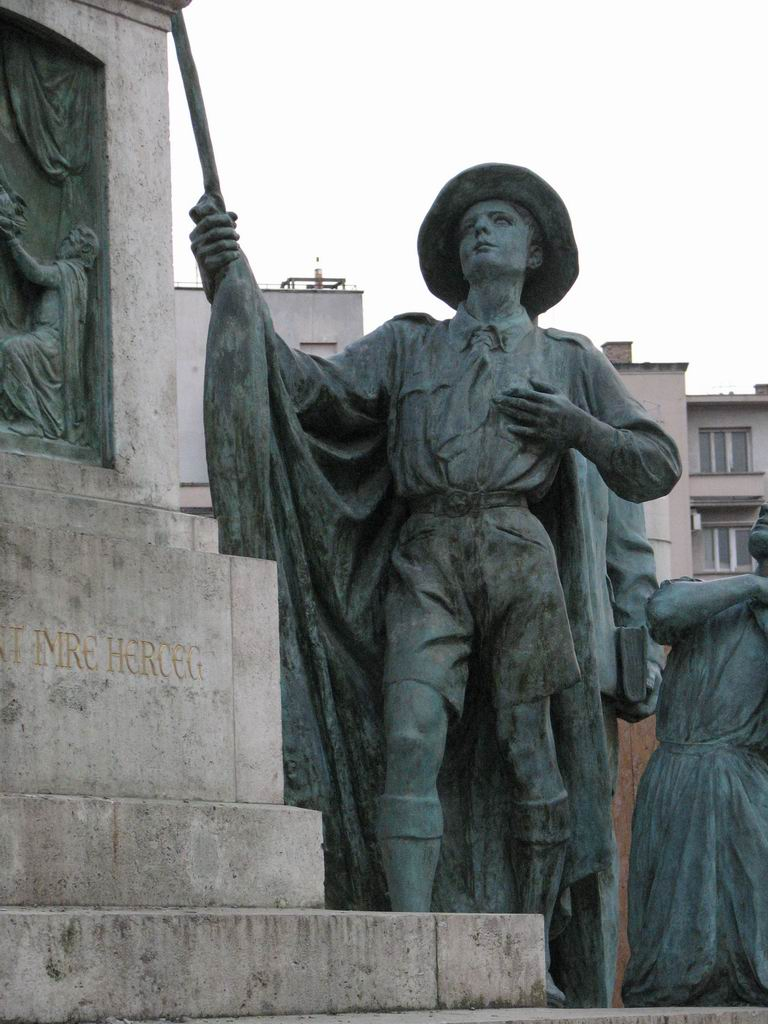
Cserkész szobra a Szent Imre szoborcsoportban Budapesten, a Móricz Zsigmond körtéren

A magyar cserkészet a cserkészmozgalom magyar része, mely az 1910-es években indult útjára. Magyarországon a cserkészet legfőbb szervezete a Magyar Cserkészszövetség, de ezen kívül a határon túli magyaroknak is megvannak a saját cserkész szervezeteik, úgy mint Szlovákiai Magyar Cserkészszövetség, Kárpátaljai Magyar Cserkészszövetség, Romániai Magyar Cserkészszövetség, Vajdasági Magyar Cserkészszövetség, Horvátországi Magyarok Zrínyi Miklós Cserkészcsapata ezen kívül a második világháború után emigráns magyarok által alapított Külföldi Magyar Cserkészszövetség.

## A magyar cserkészet története

### Kezdetek
Magyarországon a cserkészmozgalom az 1910-es években kezdte meg hódítását: a Nagybecskereken megjelenő Torontál című politikai napilap 1910. július 14-én, csütörtökön megjelenő számában felröppent egy hír:
„A nagybecskereki községi főgimnázium 228 oldalon megjelent kötetet kitevő értesítőjét értékessé teszi Králik László tanárnak a Boy Scouts, az angolok legújabb ifjúsági egyesületéről írt szép ismertetése, amely az értesítőből 134 oldalt foglalt el.
Akit nevelési kérdések általában érdekelnek, az igaz érdeklődéssel fogja figyelemmel olvasni, hogyan próbálják Angliában azt a fontos iskolai kérdést megoldani, hogy a középiskolákban a szellemi művelés túltengésének gátat emeljenek, és többet törődjenek az ifjúság testi és erkölcsi nevelésével. Az egyesület tagjai 12-18 éves fiúk, akikkel szemben igen nagy követelésekkel lépnek fel. Meg kell nekik ismerkedniök az élet mindennemű követelményeivel, kint kell nekik a szabadban tartózkodniok, meg kell tanulniok kunyhót építeni, fát vágni, tüzet rakni, sütni, főzni, csónakázni, kerékpározni, úszni, gyalogolni. Embereket, állatokat megfigyelni. Meg kell tanulnia a higienikus életmód szabályait, testét mindenféle játékokkal és sportokkal edzenie kell stb. Mindezt az ifjak a szabad délutánokon, a vasár- és ünnepnapokon és a nagy szünidőben gyakorlatilag sajátítják el. Hogy mennyit és mit lehetne a cikkben mondottakból nálunk megvalósítani, arról sokat lehetne beszélni. Az igen szép, tanulságos cikk olvasását ajánljuk mindazoknak, akik modern tanügyi kérdések iránt érdeklődnek."
A feltett kérdésre a történelem hozta meg a választ: Králik tanár úr kezdeményezése futótűzként terjedt el az egész országban. A magyarul megjelentetett Boy Scouts ismertetése alapján országszerte megindult a cserkészmunka. 1910-ben alakultak az első cserkészcsapatok, és 1912. december 28-án alakult meg a Magyar Cserkészszövetség (MCSSZ).
1913-ban tartották 105 cserkész részvételével a vági tutajutat, melynek hatására újabb lendületet vett a mozgalom.

### A Horthy-korszakban

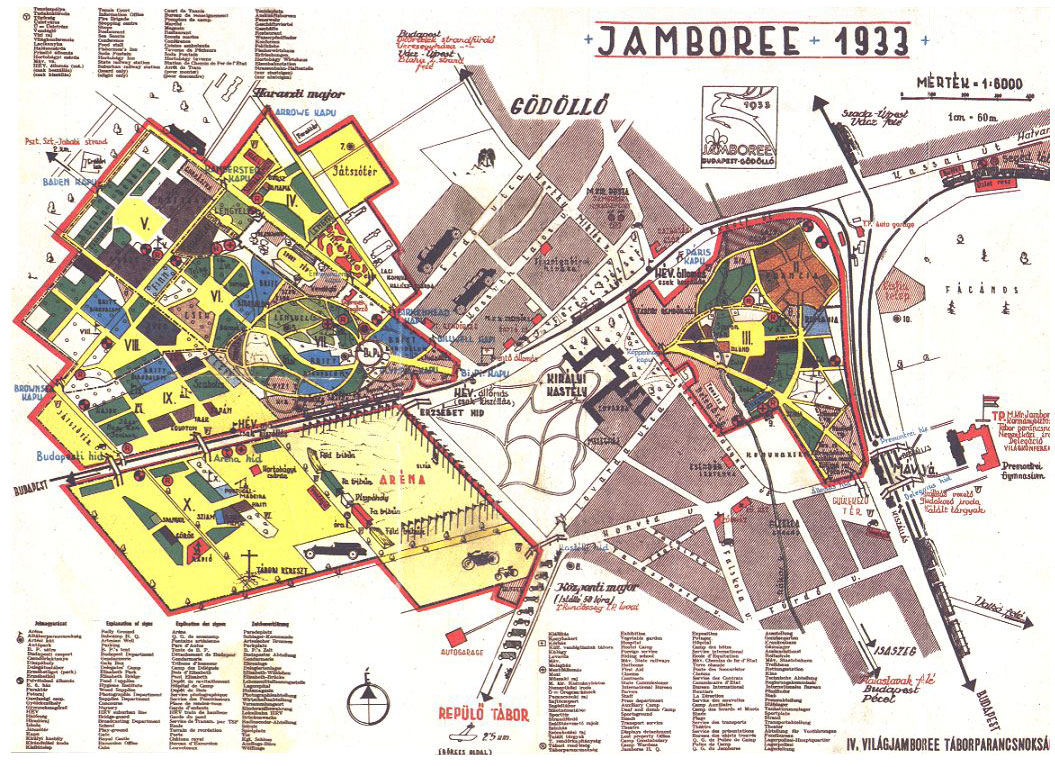
Az 1933-ban, Gödöllőn megrendezett 4. Cserkész Világdzsembori tájékoztató térképe

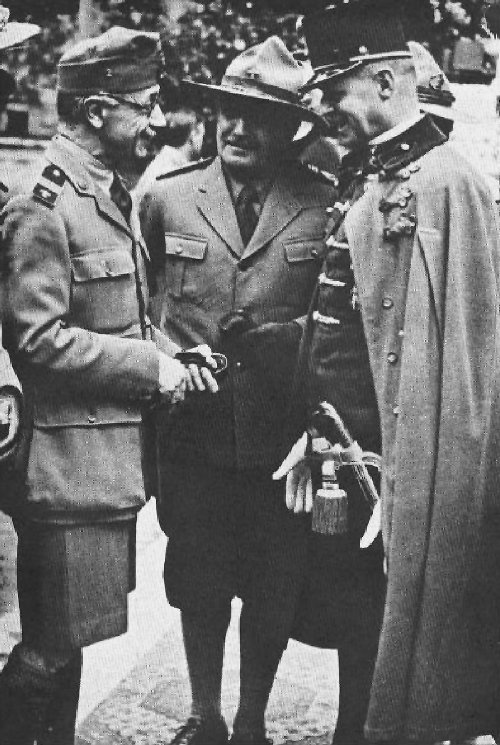
Teleki Pál főcserkész (balra), 1933-ban a Gödöllőn megrendezett 4. Cserkész Világdzsemborin

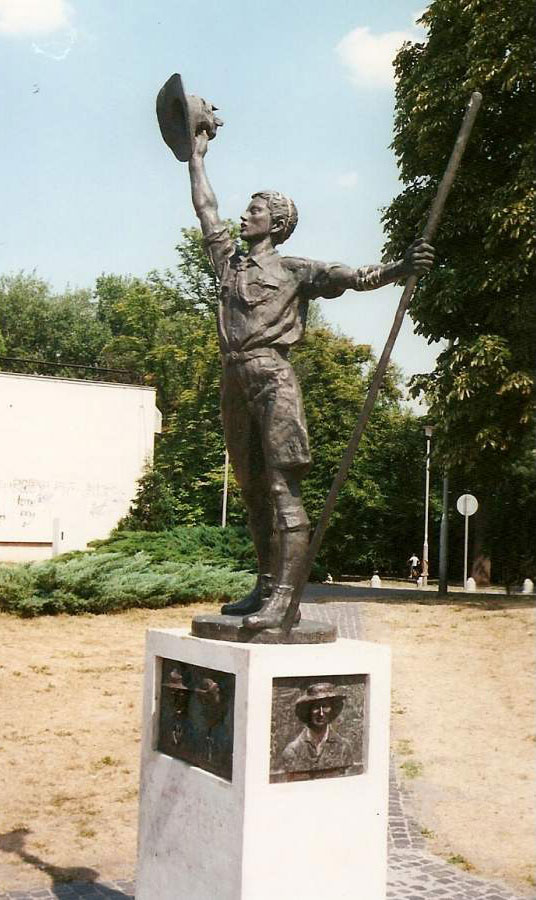
Cserkész emlékmű Gödöllőn

A szövetség, miután a Tanácsköztársaság betiltotta, 1919 szeptemberében alakult újjá. Az alakuló ülésén csak a „szocialista-kommunista úttörőcsapatokban magukat nem kompromittált” cserkészvezetők vehettek részt. Az alapszabály szerint az ő feladatuk volt a „talpraesett, a gyakorlati életben jártas, természetszerető, vidám és mindenekelőtt istenhívő” ifjak nevelése. 1920-ban számos előrelépés történt. Elindult a Magyar Cserkész című lap, megjelentek a vízicserkészek és a kiscserkészek, ekkor alakult meg a Nemzetközi Iroda, melynek az MCSSZ is alapító tagja volt.
Az 1920-as 1. Cserkész Világdzsemborin magyarok még nem tudtak részt venni, nem úgy a másodikon, 1924-ben, ahol a tábori versenyeken a brit és amerikai cserkészek után a magyarok bizonyultak a 3. legjobbnak. 1926-ban tartották a Megyeri Nagytábort közel 9000 cserkész – köztük számos külföldi – részvételével. 1929-ben a 3. Cserkész Világdzsemborin a magyarok bizonyultak a legkiválóbb cserkészeknek. Így aztán a magyar cserkészmozgalom számára óriási lehetőség volt, hogy az első világháború utáni Trianoni békeszerződés veszteségeit elszenvedő Magyarország nyerte az 1933-as dzsembori rendezési jogát. A Gödöllői Királyi Kastély kertjében közel 30 000 cserkész táborozott, vendégül látták Baden-Powell-t és Horthy Miklós kormányzót is. A mozgalom vezetője, a magyar főcserkész a későbbi miniszterelnök, Teleki Pál volt.
A háború vége felé közeledve a hungarista hatalom igyekezett ellehetetleníteni az „angolbarát” cserkészmozgalmat, hogy saját, kevésbé népszerű Levente- és Őrszem-mozgalmát erősítse. 1944-ben a nyilasok fel is oszlatták az MCSSZ-t, bár a végrehajtásra már nem maradt idejük.
A második világháború után a Magyar Kommunista Párt igyekezett az 1946-ban megalakuló Magyar Úttörők Szövetségébe beolvasztani a magyarországi cserkészmozgalmat. A konkurens cserkészek munkáját a belügyi hatóság nyílt és titkos állambiztonsági eszközökkel akadályozta. 1946. július 20-án a Szövetséges Ellenőrző Bizottság szovjet alelnökének segítségével elérték, hogy Nagy Ferenc miniszterelnök betiltsa a "fasisztabarát" ifjúsági egyesületeket, köztük a Magyar Cserkészszövetséget. Július 22-én megalakult az új összetételű, kevésbé vallásos és kezelhetőbb vezetésű Magyar Cserkészfiúk Szövetsége.
Eközben megtörtént a kommunistáknak a mozgalomba való nagyarányú beépülése, 1947 elejére az MKP-vezetés 11 elvtársa a cserkészközpontban a legfontosabb pozíciókat már kezében tartotta: Surányi László mellett számosan – köztük Olti Vilmos, a Mindszenty- és Rajk-per vérbírója és Szabolcsi Miklós kalandos életű irodalomtörténész – végeztek fellazító tevékenységet a cserkészeknél. Így könnyű volt félreállítaniuk a legendás cserkészvezető Karácsony Sándort, és a csak korlátozott együttműködést vállaló Jánosi Sándor országos vezért. Surányi olyan sikeresen oldotta meg a beépülést, hogy 1948. június 27-én ő került a főcserkészi székbe.
1947-ben még sikerül 200 cserkésznek eljutnia a 6. Cserkész Világdzsemborira. Az ott tapasztaltak alapján kezdődött meg cserkész kezdeményezésre a Gyermekvasút kiépítése. 1948. július 31-én, a Gyermekvasút első szakaszának átadásakor egyesítették a Magyar Úttörők Szövetségét a cserkészmozgalommal. Az egyesülést elutasító cserkészcsapatokat megszüntették. 1948. szeptemberétől minden általános iskolában úttörőcsapatokat kellett alapítani.
A cserkészmozgalom és az úttörőszövetség rövid vetélkedését, majd egyesülését a Magyar Pedagógiai Társaság (MPT) mozgalomtörténeti szakosztálya tanulmányban tárta fel, és 2006 márciusában vitatták meg.

### Emigrációban
A cserkészet a rendszerváltáskori újjáalakulásig szünetelt Magyarországon, de a magyar cserkészet külföldi emigrációban tovább élt. A Külföldi Magyar Cserkészszövetség a háború után, nyugaton alakult, működése szervesen összefonódott az emigráns magyar közösségekkel, szervezetekkel, iskolákkal. Magyar központok vannak a mai napig az Egyesült Államokban, Németországban, Ausztráliában és még számos nyugati országban.

### Újjászerveződés
A rendszerváltás után sorra alakultak újjá a cserkészcsapatok – mind Magyarországon, mind a szomszédos országokban újjáalakult a magyar cserkészet. A Magyar Cserkészszövetséget 1989. február 11-én, mint a legelsőként megalakuló társadalmi szervezetet veszi nyilvántartásba a Fővárosi Bíróság. 1990. július 23-án pedig ismét tagjai közé veszi fel a WOSM.
Az 1991-es 17. Cserkész Világdzsemborin -több évtized szünet után- ismét részt vesznek magyar cserkészek.
1993-ban a gödöllői dzsembori 60 éves évfordulója alkalmából emléktábort tartanak.
Az ezredfordulón, 2000-ben Esztergom mellett kerül sor a Millenniumi Emléktáborra, melyen 2000 magyar cserkész vesz részt.
Új lendületet vesz a Közép-Európai Dzsemborik sora, melynek Magyarország is résztvevője, majd 2001-ben a Carpathia szervezője.
A cserkészet 2007-ben ünnepli centenáriumát. A magyar cserkészek országszerte több városban tartott cserkésznapokkal, 24 órás népdaléneklési rekordkísérlettel, és a 21. Cserkész Világdzsemborin való részvétellel kapcsolódnak ebbe.

## A cserkészek jelmondata, jelvénye, köszöntése, egyenruhája
A cserkész jelmondatot – Légy résen! – számtalan nyelven több millió cserkész használja 1907-óta. A cserkészek egymással bal kézzel fognak kezet, jobb kezük három ujját tisztelgésre emelve. Ez a három ujj jelképezi kötelességeiket Istennel, hazájukkal és embertársaikkal szemben.
A magyar cserkészek sajátossága a Jó munkát! köszönés. Minden cserkész tudatosan végrehajt naponta egy "jótettet".
A cserkészegyenruha nadrágból, övből, ingből, nyakkendőből és kalapból áll. A magyar cserkészek nyakkendője zöld színű, ingükön a háromszögű Hungária-jelvény jelzi magyarságukat.

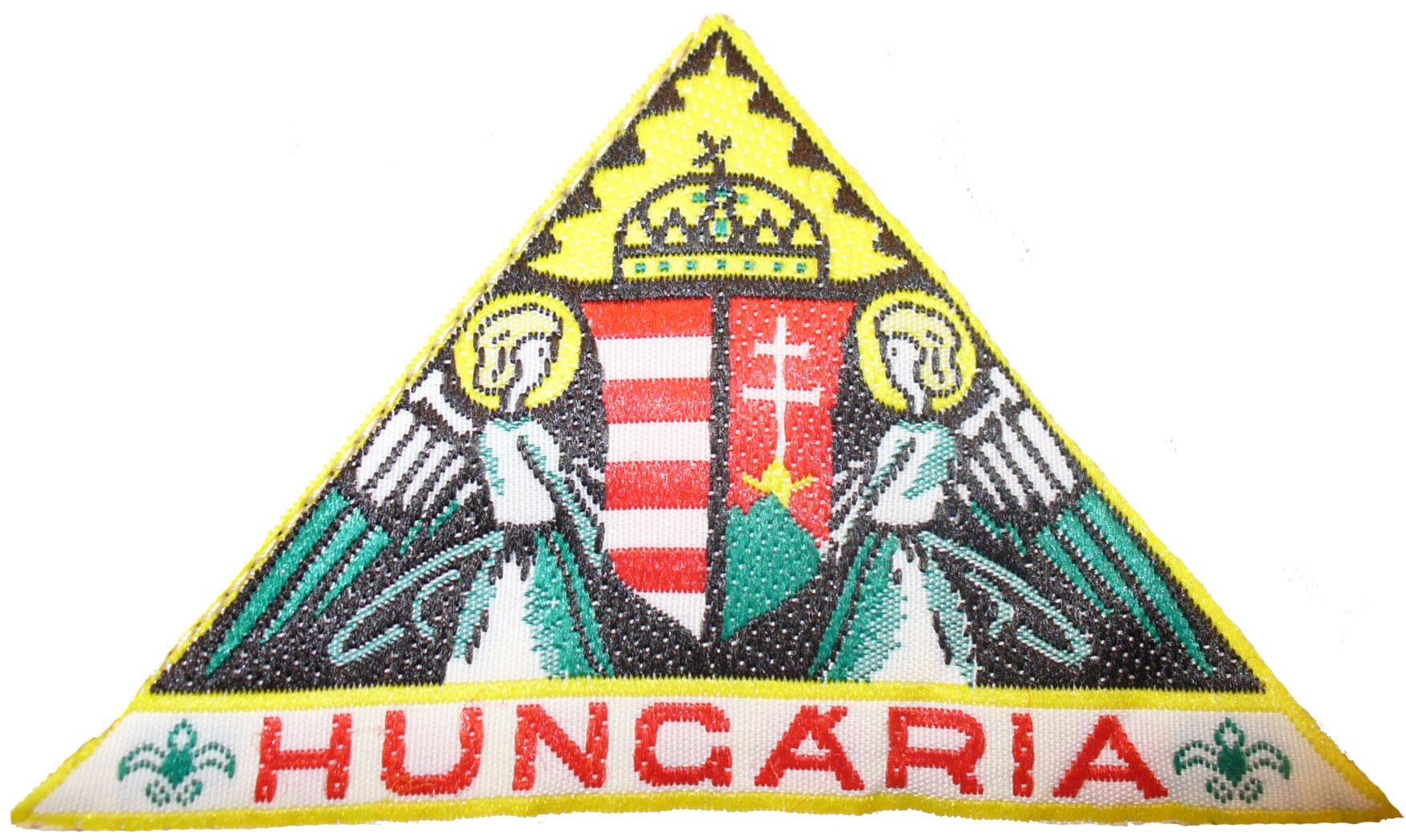
Hungária jelvény

## A cserkészfogadalom
A cserkészet 1907-es születése óta a világ összes cserkésze fogadalmat tesz, hogy megfelel a cserkészet eszméinek és betartja a cserkésztörvényt. A magyar cserkészfogadalom szövege: „Én .... fogadom, hogy híven teljesítem kötelességeimet, amelyekkel Istennek, Hazámnak és embertársaimnak tartozom. Minden lehetőt megteszek, hogy másokon segítsek. Ismerem a cserkésztörvényt és azt mindenkor megtartom.”
A cserkészfogadalom és a törvények pontos szövege országról országra változik, de meg kell felelnie a Cserkész Világszövetség (WOSM) elvárásainak.
A cserkészfogadalom a cserkészélet középpontja. A mozgalomhoz csatlakozott személy egy bizonyos felkészülési idő után (gyermekeknél és fiataloknál általában egy év), amennyiben bizonyították alkalmasságukat a cserkésszé válásra (újoncpróba), fogadalmat tehetnek. A fogadalomtétellel válnak jelöltből cserkésszé, azaz a cserkészmozgalom teljes jogú tagjává: viselhetik az egyenruhát és a nyakkendőt, illetve megnyílik előttük az út további próbák, illetve képzések felé. A cserkészfogadalom azonban nemcsak egyszeri esemény. Évente ismétlődik (fogadalom megújítása). Szerepe nem kevesebb a mozgalomban, mint a szüntelen önnevelés legfőbb eszköze (a cserkésztörvénnyel karöltve), ezért is az évenkénti megújítás: alkalomról alkalomra egyre komolyabban veszi a cserkész, s törekszik az életét, jellemét minél inkább a fogadalomhoz igazítani.

## A cserkészinduló
Szövegét írta: Sík Sándor

Zenéjét szerezte: Turry Peregrin 

(1921)
"Fiúk fel a fejjel, a harsona zeng,

Álljunk csatasorba vidáman.

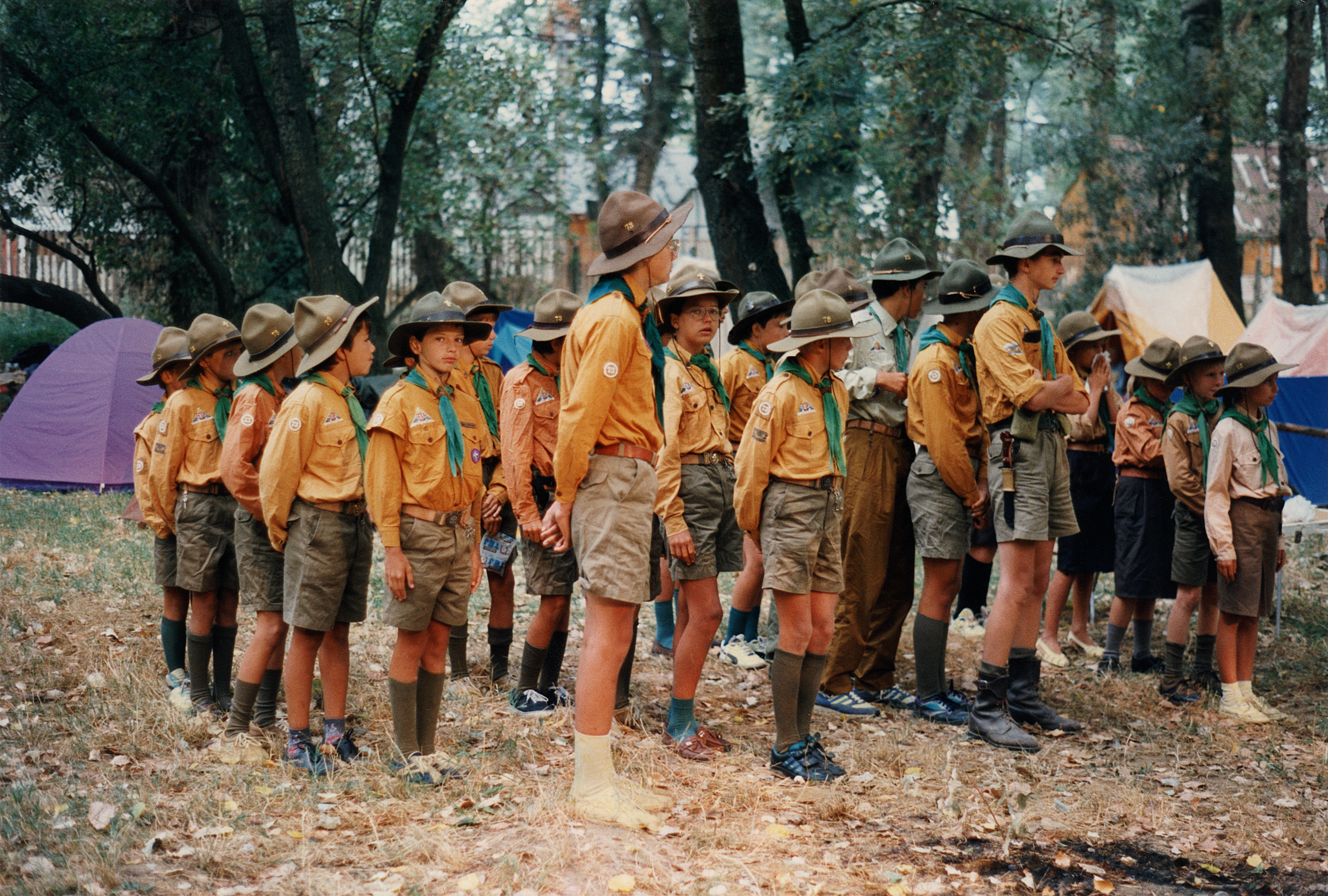
Tapolcai cserkészek

Ránk vár a világ, ez a harc a mienk,

Katonái vagyunk valahányan.

Jó fegyverünk izmos karunk,

Égő szemünk, vidám dalunk.

Amerre nézünk, megterem

A győzelem, a győzelem.
Fiúk fel a fejjel, az óra közel,

Kel a magyar éjben a hajnal,

Most kell az erős kar, a férfiú-mell,

Ezeréves acél-akarattal.

Zúg, mint a harci trombita:

A Lomnic és a Hargita,

Értünk kiált, felénk süvölt

Az ősi föld, a drága föld.
Szabadba fiúk! A nap arca nevet,

Ott pezsdül a friss, tüzes élet.

Járjuk be a mezőt, meg a rengeteget,

Szabad ott a szabadban a lélek!

Ott szemben, szívben tiszta láng,

S az Isten arca néz le ránk.

Lehelletén ott megterem

Erő, szabadság, győzelem!"
A második versszakot ma már ritkán használja a cserkészmozgalom; általában az első és időnként a harmadik versszakot éneklik.

## A tíz cserkésztörvény
1. A cserkész egyeneslelkű és feltétlenül igazat mond.
2. A cserkész híven teljesíti kötelességeit, melyekkel Istennek, hazájának és embertársainak tartozik.
3. A cserkész ahol tud, segít.
4. A cserkész minden cserkészt testvérének tekint.
5. A cserkész másokkal szemben gyöngéd, magával szemben szigorú.
6. A cserkész szereti a természetet, jó az állatokhoz és kíméli a növényeket.
7. A cserkész feljebbvalóinak jó lélekkel és készségesen engedelmeskedik.
8. A cserkész vidám és meggondolt.
9. A cserkész takarékos.
10. A cserkész testben és lélekben tiszta.

## Híres magyar cserkészek
- Almásy László Afrika-kutató, felfedező[5]
- Andorka Rudolf szociológus[6]
- Bodnár Gábor a magyar cserkészet egyik elindítója és későbbi vezetője az 1945 utáni emigrációban[7]
- Göncz Árpád köztársasági elnök[8]
- Jancsó Miklós filmrendező[9]
- Kölley György pap, cserkészvezető
- Lámfalussy Sándor közgazdász, „az euró atyja”[10]
- Mattyasovszky Kasszián bencés paptanár, a vízicserkészet kezdeményezője[11]
- Puskás Lajos (pedagógus) erdélyi cserkészparancsnok
- Sinkovits Imre színész, a Nemzet Színésze[12]
- Sík Sándor  költő, piarista pap-tanár,[13] a magyar cserkészet pedagógiájának megalapítója
- Szerb Antal író
- Sztrilich Pál fogorvos, a Hárshegyi Cserkészpark megalapítója, A legjobb magyar cserkész[14]
- Teleki Pál földrajztudós, miniszterelnök[15]
- Rajeczky Benjamin magyar ciszterci szerzetes

## Kitüntetések
A magyar cserkész életmentő kitüntetést 1924-ben alapították, de 1919. szeptember 21-éig visszamenőleges hatállyal. Azok a cserkészek kaphatták, akik "testi épségük, esetleg életük szükségszerű kockáztatásával emberéletet mentettek meg". Összesen 415-en kapták meg, ebből hárman 2-szer, és egy cserkész, Csorba György pedig 4-szer.